# Artoria parvula
Artoria parvula är en spindelart som beskrevs av Tord Tamerlan Teodor Thorell 1877. Artoria parvula ingår i släktet Artoria och familjen vargspindlar. Inga underarter finns listade i Catalogue of Life.